# Хильда Люксембургская (1864—1952)
Хильда Шарлотта Вильгельмина Нассауская (нем. Hilda Charlotte Wilhelmine von Nassau; 5 ноября 1864, Висбаден — 8 февраля 1952, Баденвайлер) — последняя великая герцогиня Бадена с 1907 по 1918 год.

## Происхождение
Хильда была младшей дочерью герцога Адольфа Люксембургского (1817—1905) и его жены принцессы Адельгейды Марии Ангальт-Дессауской (1833—1916), дочери князя Фридриха Августа и его супруги принцессы Марии Луизы Шарлотты Гессен-Кассельской. Хильда провела свою юность вместе с братьями и сёстрами — Вильгельмом IV (1852—1912), Фридрихом (1854—1855), Мари (1857—1857) и Францем (1859—1875) — в Таунусе и в долине Изар.
Её отец потерял во время войны с Пруссией в 1866 году права на герцогство Нассау, аннексированное Пруссией. В 1890 году он был реабилитирован как великий герцог Люксембурга. Из-за отсутствия наследника мужского пола в голландской королевской ветви (Оранских-Нассау) был необходим брак с ближайшим родственником-мужчиной, происходившим из ветви Нассау для сохранения династии.

## Биография
Принцесса Хильда Нассауская сочеталась браком 20 сентября 1885 года с наследным великим герцогом Фридрихом (1857—1928), сыном великого герцога Фридриха I и его супруги Луизы Прусской, дочери императора Вильгельма I. Супруг с 1907 года унаследовал трон великого герцога Бадена. Детей у них не было.

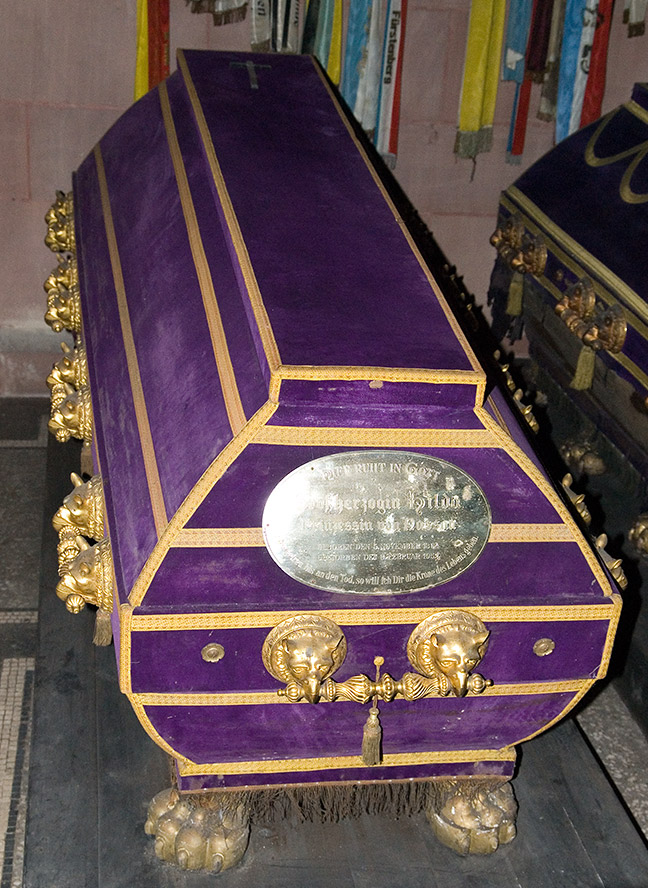
Гроб великой герцогини в фамильной усыпальнице в Карлсруэ

Великая герцогиня Хильда была умной женщиной и питала особенный интерес к изобразительному искусству. Она охотно посещала мастерские художников, иллюстрированные выставки и музеи.
На церемонии прощания в евангелической городской церкви в Баденвайлере, вместе с ушедшими в отставку членами княжеских домов и представителями дворянства, присутствовало много простых людей. Её последнее пристанище находится в великогерцогской усыпальнице в Карлсруэ. Её имя носят многочисленные школы и улицы, названные в её честь, в том числе гимназия Хильды в Пфорцхайме, гимназия Хильды в Кобленце, а также улицы Северный Променад Хильды и Южный Променад Хильды в Карлсруэ. Также в её честь был назван храм Хильды в фамильном замке в Таунусе, и башня Хильды на Фрайбургской горе Лоретто.